# Meru County
Meru County is een van de 47 county's van Kenia in de voormalige provincie Eastern Province. 
Het vroegere district Meru is in 1992 gesplitst in Meru Central, Meru North, Meru South en Tharaka. In 1998 werd het district Tharaka gesplitst in (kleiner) Tharaka en Nithi. De splitsingen werden in 2009 ongrondwettelijk verklaard, en uiteindelijk ontstond Meru County uit Meru Central en Meru North. 